# El tintero
El tintero es una obra de teatro escrita por Carlos Muñiz y estrenada en Madrid el 15 de febrero de 1961.

## Argumento
La obra refleja las inquietudes y la angustia vital de un hombre llamado Crock y su lucha para que se imponga en el mundo la justicia frente a fuerzas malignas, representadas por los jefes de la oficina en la que trabaja. 
En palabras de su autor, «El tintero representa la rebelión contra el borreguismo masivo que caracteriza nuestra época, pese a las voces de alerta de unos pocos».

## Representaciones destacadas
- Teatro:
  - Estreno (1961). Intérpretes: Agustín González, Amparo Soler Leal, Antonio Casas, Magda Roger.
  - Reestreno (1997). Intérpretes: Víctor Ullate

- Televisión:
  - Estudio 1 (11 de mayo de 1978). Intérpretes: Emilio Gutiérrez Caba, Tina Sáinz, Pablo Sanz, Gerardo Malla, José María Caffarel, Mari Paz Ballesteros, Manuel Torremocha.